# 黒川治愿
黒川 治愿（くろかわ はるよし）は美濃国出身の技術者。愛知県技師として多くの土木・治水事業に関わった。

## 略歴
弘化4年（1847年）4月15日、美濃国厚見郡佐波村（現・岐阜県岐阜市柳津町）で、村の庄屋であった川瀬文博の第二子として生まれる。幼名を鎌之助と言った。
同じ佐波村の木蘇大夢に学問を学び、長じて家業を継いだが、百曲堤輪中（佐波輪中）にあった佐波村は古くから境川の氾濫に悩まされ続けており、そのことから治水について強い関心を持つようになったという。
明治元年（1868年）京都に遊学し、翌2年には仙洞御所に出仕。同年に御所御用人・黒川敬弘の養子となる。4年に御所を退いたのち、5年に香川県吏（等外二等出仕）を拝命、6年には名東県吏（十五等出仕）となった。1875年（明治8年）に愛知県吏（十二等出仕）となって土木事務に就く。県令・安場保和の案で堀川の上流に当たる大幸川を延伸、矢田川を伏越で潜って庄内川に繋ぎ、さらに新木津用水を庄内川まで繋いで運河として一体で運用する計画が立てられ、治愿はこれに携わった。1877年（明治10年）10月には、矢田川までの区間が竣工。この部分はのちに治愿に因んで黒川と呼ばれるようになった。
1880年（明治13年）初代土木課長に就任。治愿はこれに前後して多くの土木事業に関わり、立田輪中での鵜戸川延長や、明治用水開削、入鹿池堰堤の改修（明治12年）、木津用水閘門・乙川改修（明治15年）、堀川・郷瀬川改修（明治16年）、宮田用水原樋増築（明治17年）など精力的に務めた。1878年（明治11年）に東海道の豊川にかかる豊橋が損壊した際に行なわれた假橋架橋では宮内省から賞されたほか、1883年（明治16年）には太政官から金50円を下賜されている。
治水関連以外の活動実績としては、1884年（明治17年）に名古屋区長吉田禄在らと共に、中仙道ルートでの建設が計画されていた鉄道を東海道経由に変更するよう陳情に上がり、変更の決定を得ている。
1885年（明治18年）に愛知県技師を退官。1887年（明治20年）7月に再び愛知県一等属を拝命するが、8月には病を理由に依願退官した。その後は農業をしながら余生を送ったが、1897年（明治30年）5月29日に名古屋市南久屋町の自宅で病没。生没同日だった。故郷の稲葉郡佐波村に葬られ、1899年（明治32年）には政秀寺に業績を讃える碑が建立された。これはのちに千種区の平和公園に移設されている。

## 家族
養子の黒川耕作 (1875年生)は、川瀬三九郞の四男として生まれ、4歳のとき治愿の養子となり、1897年に家督を相続。1901年に東京帝国大学文科大学国史学科を卒業、愛知県立第三中学校教師を経て、東都貯蓄銀行取締役となる。資産家にして高額納税者。金城女子専門学校講師も務めた。先妻は岩村高俊の娘つね、後妻に陸軍少将・細野辰雄の妹・寿（目白女子大学出身）。長男の黒川晴次郎は愛知県第一中学校教師で、岳父は草間滋。